# Rali Dakar de 2007
O Rally Dakar de 2007 foi a 29ª de edição do maior evento de rali do mundo. Começou em Lisboa, Portugal, em 6 de janeiro e percorreu a Europa e a África, até 21 de janeiro de 2007. Foi a última vez que o evento teve lugar na Europa e em África, uma vez que a edição de 2008 foi cancelada, e mudou-se para a América do Sul, a partir de 2009.

## Entradas
| Fase            | Motos | Carros | Caminhões | Total |
| --------------- | ----- | ------ | --------- | ----- |
| Início do Rally | 245   | 181    | 85        | 511   |
| Dia De Descanso | 173   | 128    | 66        | 367   |
| Fim do Rali     | 132   | 109    | 59        | 300   |

### Motos
| Manufacturer | Team                         | No. | Rider                   |
| ------------ | ---------------------------- | --- | ----------------------- |
| KTM          | KTM Repsol                   | 1   | Marc Coma               |
| KTM          | KTM Repsol                   | 3   | Giovanni Sala           |
| KTM          | KTM Repsol                   | 21  | Jordi Viladoms          |
| KTM          | Gauloises KTM                | 2   | Cyril Despres           |
| KTM          | Gauloises KTM                | 4   | Isidre Esteve           |
| KTM          | Gauloises KTM                | 8   | David Casteu            |
| KTM          | Gauloises KTM                | 14  | Frans Verhoeven         |
| KTM          | Petrobras-Lubrax             | 5   | Jean de Azevedo         |
| KTM          | Team Scandinavia             | 6   | Pål Anders Ullevålseter |
| KTM          | KTM-Toni-Togo                | 7   | Alain Duclos            |
| KTM          | Red Bull KTM USA             | 9   | Chris Blais             |
| KTM          | Pai-Rally Pan America        | 25  | Jonah Street            |
| Yamaha       | Bianchiprata Compet Vodafone | 10  | Hélder Rodrigues        |
| Yamaha       | Challenge Yamaha Africa      | 12  | David Frétigné          |

### Carros
| Manufacturer | Team                  | No. | Driver               | Co-Driver          |
| ------------ | --------------------- | --- | -------------------- | ------------------ |
| Mitsubishi   | Mitsubishi Ralliart   | 300 | Luc Alphand          | Gilles Picard      |
| Mitsubishi   | Mitsubishi Ralliart   | 302 | Stéphane Peterhansel | Jean-Paul Cottret  |
| Mitsubishi   | Mitsubishi Ralliart   | 304 | Nani Roma            | Lucas Cruz         |
| Mitsubishi   | Mitsubishi Ralliart   | 306 | Hiroshi Masuoka      | Pascal Maimon      |
| Volkswagen   | Volkswagen Motorsport | 301 | Giniel de Villiers   | Dirk von Zitzewitz |
| Volkswagen   | Volkswagen Motorsport | 303 | Carlos Sainz         | Michel Périn       |
| Volkswagen   | Volkswagen Motorsport | 305 | Mark Miller          | Ralph Pitchford    |
| Volkswagen   | Volkswagen Motorsport | 308 | Ari Vatanen          | Fabrizia Pons      |
| Volkswagen   | Team Lagos            | 313 | Carlos Sousa         | Andreas Schulz     |
| BMW          | X-Raid                | 307 | Jutta Kleinschmidt   | Tina Thörner       |
| BMW          | X-Raid                | 309 | Nasser Al-Attiyah    | Alain Guehennec    |
| BMW          | X-Raid                | 312 | Guerlain Chicherit   | Matthieu Baumel    |
| BMW          | X-Raid                | 314 | José Luis Monterde   | Jean-Marie Lurquin |
| Schlesser    | Schlesser-Ford Raid   | 310 | Jean-Louis Schlesser | Arnaud Debron      |
| Nissan       | Team Dessoude         | 317 | Christian Lavieille  | François Borsotto  |
| Nissan       | Team Dessoude         | 319 | Yvan Muller          | René Metge         |
| Nissan       | De Mévius Team        | 329 | Krzysztof Hołowczyc  | Jean-Marc Fortin   |
| Nissan       | Tecnosport-Italia     | 342 | Kenjiro Shinozuka    | Roberto di Persio  |
| Hummer       | Team Gordon           | 320 | Robby Gordon         | Andy Grider        |
| Honda        | Fast & Speed          | 327 | Freddy Loix          | Herman Vaanholt    |

### Caminhões
| Manufacturer | Team               | No. | Driver             | Co-Drivers                         |
| ------------ | ------------------ | --- | ------------------ | ---------------------------------- |
| Kamaz        | Kamaz-Master       | 500 | Vladimir Chagin    | Semen Yakubov Sergey Savostin      |
| Kamaz        | Kamaz-Master       | 505 | Sergey Reshetnikov | Andrey Mokeev Eduard Kupriyanov    |
| Kamaz        | Kamaz-Master       | 527 | Ilgizar Mardeev    | Aydar Belyaev Eduard Nikolaev      |
| MAN          | Exact-Man          | 501 | Hans Stacey        | Charly Gotlib Bernard der Kinderen |
| MAN          | Exact-Man          | 508 | Philippe Jacquot   | Willy Alcaraz Toon van Genugten    |
| MAN          | Exact-Man          | 516 | Franz Echter       | Detlef Ruf Edwin van Dooren        |
| GINAF        | Team De Rooy       | 502 | Jan de Rooy        | Dany Colebunders Clemens Smulders  |
| GINAF        | Team De Rooy       | 509 | Gérard de Rooy     | Tom Colsoul Arno Slaats            |
| Tatra        | Petrobras-Lubrax   | 503 | André de Azevedo   | Jaromír Martinec Maykel Justo      |
| Tatra        | Loprais Tatra Team | 512 | Aleš Loprais       | Petr Gilar                         |
| Hino         | Sugawara           | 504 | Yoshimasa Sugawara | Katsumi Hamura                     |
| Hino         | Sugawara           | 507 | Teruhito Sugawara  | Seiichi Suzuki Akira Koishizawa    |
| Iveco        | Motorsport Italia  | 506 | Giacomo Vismara    | Mario Cambiaghi Sergio Chionni     |

## Percurso
A corrida iniciou-se em Lisboa, Portugal, e passou por Espanha, Marrocos, Sahara Ocidental, Mauritânia, Malie Senegal. O total da distância da corrida, foi 7,915 quilômetros (4,918 mi), dos quais 4,309 quilômetros (2,677 mi) foi programado. Houve um dia de descanso em Atar, Mauritânia, em 13 de janeiro.

### Fases

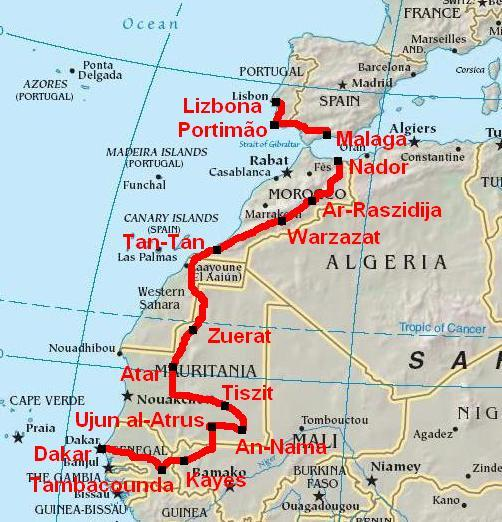
Rally fases mapa

| Stage      | Date       | From            | To              | Distance | Distance | Distance | Distance | Distance | Distance | Distance | Distance | Stage Winners   | Stage Winners   | Stage Winners   |
| Stage      | Date       | From            | To              | Liaison  | Liaison  | Special  | Special  | Liaison  | Liaison  | Total    | Total    | Bikes           | Cars            | Trucks          |
| Stage      | Date       | From            | To              | km       | mi       | km       | mi       | km       | mi       | km       | mi       | Bikes           | Cars            | Trucks          |
| ---------- | ---------- | --------------- | --------------- | -------- | -------- | -------- | -------- | -------- | -------- | -------- | -------- | --------------- | --------------- | --------------- |
| 1          | 6 January  | Lisbon          | Portimão        | 115      | 71       | 117      | 73       | 232      | 144      | 464      | 288      | R. Faria        | C. Sousa        | G. de Rooy      |
| 2          | 7 January  | Portimão        | Málaga          | 15       | 9.3      | 67       | 42       | 463      | 288      | 545      | 339      | H. Rodrigues    | C. Sainz        | Stage cancelled |
| 3          | 8 January  | Nador           | Er Rachidia     | 205      | 127      | 252      | 157      | 191      | 119      | 648      | 403      | M. Coma         | G. de Villiers  | V. Chagin       |
| 4          | 9 January  | Er Rachidia     | Ouarzazate      | 96       | 60       | 405      | 252      | 178      | 111      | 679      | 422      | M. Coma         | J-L. Schlesser  | V. Chagin       |
| 5          | 10 January | Ouarzazate      | Tan-Tan         | 164      | 102      | 325      | 202      | 279      | 173      | 768      | 477      | I. Esteve       | C. Sainz        | H. Stacey       |
| 6          | 11 January | Tan-Tan         | Zouérat         | 414      | 257      | 394      | 245      | 9        | 5.6      | 817      | 508      | J. Viladoms     | R. Gordon       | H. Stacey       |
| 7          | 12 January | Zouérat         | Atar            | 4        | 2.5      | 542      | 337      | 34       | 21       | 580      | 360      | C. Despres      | G. de Villiers  | H. Stacey       |
| 13 January | Atar       | Atar            | Rest day        | Rest day | Rest day | Rest day | Rest day | Rest day | Rest day | Rest day | Rest day | Rest day        | Rest day        |                 |
| 8          | 14 January | Atar            | Tichit          | 35       | 22       | 589      | 366      | 2        | 1.2      | 626      | 389      | M. Coma         | G. de Villiers  | H. Stacey       |
| 9          | 15 January | Tichit          | Néma            | -        | -        | 494      | 307      | 3        | 1.9      | 497      | 309      | J. Vinters      | J-L. Schlesser  | W. van Ginkel   |
| 10         | 16 January | Néma            | Néma            | 10       | 6.2      | 336      | 227      | 24       | 15       | 400      | 250      | H. Rodrigues    | N. Al-Attiyah   | A. Brouwer      |
| 11         | 17 January | Néma            | Ayoun el Atrous | 280      | 170      | -        | -        | -        | -        | 280      | 170      | Stage cancelled | Stage cancelled | Stage cancelled |
| 12         | 18 January | Ayoun el Atrous | Kayes           | 110      | 68       | 257      | 160      | 117      | 73       | 484      | 301      | I. Esteve       | C. Sainz        | H. Stacey       |
| 13         | 19 January | Kayes           | Tambacounda     | 180      | 110      | 260      | 160      | 18       | 11       | 458      | 285      | C. Despres      | C. Sainz        | A. Loprais      |
| 14         | 20 January | Tambacounda     | Dakar           | 124      | 77       | 225      | 140      | 227      | 141      | 576      | 358      | J. de Azevedo   | C. Sainz        | P. Jacquot      |
| 15         | 21 January | Dakar           | Dakar           | 36       | 22       | 16       | 9.9      | 41       | 25       | 93       | 58       | J. Vinters      | G. de Villiers  | A. Brouwer      |

Nota: O trecho cronometrado de estágio 7 foi encurtado para 407,6 quilômetros (253,3 mi) devido a condições meteorológicas adversas.

### Top-3 pilotos por etapa

#### Motocicletas
| Stage | Stage Top-3                                            | Make           | Time                    | Leaders Top-3                              | Make        | Time                     |
| ----- | ------------------------------------------------------ | -------------- | ----------------------- | ------------------------------------------ | ----------- | ------------------------ |
| 1     | Ruben Faria Helder Rodrigues Isidre Esteve             | Yamaha KTM     | 1:22:07 1:22:23 1:27:07 | Ruben Faria Helder Rodrigues Isidre Esteve | Yamaha KTM  | 1:22:07 +0:16 +5:00      |
| 2     | Helder Rodrigues Ruben Faria Isidre Esteve             | Yamaha KTM     | 1:02:44 1:03:47 1:04:29 | Helder Rodrigues Ruben Faria Isidre Esteve | Yamaha KTM  | 2:25:07 +0:47 +6:29      |
| 3     | Marc Coma Chris Blais Isidre Esteve                    | KTM KTM        | 3:07:39 3:08:35 3:10:36 | Isidre Esteve Marc Coma David Casteu       | KTM KTM     | 5:42:12 +0:26 +1:03      |
| 4     | Marc Coma Isidre Esteve Cyril Despres                  | KTM KTM        | 4:24:54 4:40:10 4:46:50 | Marc Coma Isidre Esteve David Casteu       | KTM KTM     | 10:10:32 +11:50 +24:20   |
| 5     | Isidre Esteve Marc Coma Cyril Despres                  | KTM KTM        | 3:56:22 3:58:16 4:01:24 | Marc Coma Isidre Esteve David Casteu       | KTM KTM     | 14:08:48 +9:56 +37:41    |
| 6     | Jordi Viladoms Marc Coma Chris Blais                   | KTM KTM        | 3:45:45 3:46:42 3:46:45 | Marc Coma Isidre Esteve David Casteu       | KTM KTM     | 17:55:30 +12:07 +44:39   |
| 7     | Cyril Despres Pal Anders Ullevalseter David Casteu     | KTM KTM        | 4:30:42 4:33:28 4:35:18 | Marc Coma Isidre Esteve David Casteu       | KTM KTM     | 22:38:34 +10:47 +36:53   |
| 8     | Marc Coma Cyril Despres Pal Anders Ullevalseter        | KTM KTM        | 7:46:13 7:56:15 8:10:13 | Marc Coma Cyril Despres David Casteu       | KTM KTM     | 30:24:47 +54:58 +1:03:15 |
| 9     | Janis Vinters Cyril Despres Marc Coma                  | KTM KTM        | 6:08:51 6:16:22 6:16:44 | Marc Coma Cyril Despres David Casteu       | KTM KTM     | 36:41:31 +54:36 +1:11:15 |
| 10    | Helder Rodrigues Marc Coma Cyril Despres               | Yamaha KTM KTM | 4:12:55 4:13:39 4:13:46 | Marc Coma Cyril Despres David Casteu       | KTM KTM     | 40:55:10 +54:43 +1:15:12 |
| 11    | Sem corrida                                            | Sem corrida    | Sem corrida             | Sem corrida                                | Sem corrida | Sem corrida              |
| 12    | Isidre Esteve Paulo Goncalves Jacek Czachor            | KTM Honda KTM  | 3:34:46 3:37:49 3:38:50 | Marc Coma Cyril Despres David Casteu       | KTM KTM     | 44:47:16 +52:48 +1:10:13 |
| 13    | Cyril Despres Chris Blais Michel Marchini              | KTM Yamaha     | 3:00:56 3:07:03 3:11:21 | Cyril Despres David Casteu Chris Blais     | KTM KTM     | 48:41:00 +32:56 +54:52   |
| 14    | Jean de Azevedo Jacek Czachor Janis Vinters            | KTM KTM        | 2:37:46 2:39:51 2:42:51 | Cyril Despres David Casteu Chris Blais     | KTM KTM     | 51:25:49 +36:09 +53:01   |
| 15    | Janis Vinters Pal Anders Ullevalseter Helder Rodrigues | KTM Yamaha     | 0:08:42 0:08:49 0:09:07 | Cyril Despres David Casteu Chris Blais     | KTM KTM     | 51:36:53 +34:19 +52:06   |

#### Carros
| Stage | Stage Top-3                                           | Make                                 | Time                    | Leaders Top-3                                         | Make                             | Time                     |
| ----- | ----------------------------------------------------- | ------------------------------------ | ----------------------- | ----------------------------------------------------- | -------------------------------- | ------------------------ |
| 1     | Carlos Sousa Giniel de Villiers Carlos Sainz          | Volkswagen Volkswagen                | 1:20:38 1:23:09 1:23:16 | Carlos Sousa Giniel de Villiers Carlos Sainz          | Volkswagen Volkswagen            | 1:20:38 +2:31 +2:38      |
| 2     | Carlos Sainz Nani Roma Luc Alphand                    | Volkswagen Mitsubishi Mitsubishi     | 0:59:26 0:59:55 0:59:55 | Carlos Sousa Carlos Sainz Giniel de Villiers          | Volkswagen Volkswagen            | 2:21:57 +0:45 +2:12      |
| 3     | Giniel de Villiers Carlos Sainz Stéphane Peterhansel  | Volkswagen Mitsubishi                | 2:46:12 2:46:37 2:49:30 | Carlos Sainz Giniel de Villiers Carlos Sousa          | Volkswagen Volkswagen            | 5:09:19 +1:02 +4:26      |
| 4     | Jean-Louis Schlesser Carlos Sousa Carlos Sainz        | Schlesser-Ford Volkswagen Volkswagen | 3:59:54 4:07:46 4:07:52 | Carlos Sainz Giniel de Villiers Carlos Sousa          | Volkswagen Volkswagen            | 9:17:11 +1:55 +4:20      |
| 5     | Carlos Sainz Stéphane Peterhansel Giniel de Villiers  | Volkswagen Mitsubishi Volkswagen     | 3:36:39 3:37:09 3:38:20 | Carlos Sainz Giniel de Villiers Carlos Sousa          | Volkswagen Volkswagen            | 12:53:50 +3:36 +11:17    |
| 6     | Robby Gordon Jean-Louis Schlesser Giniel de Villiers  | Hummer Schlesser-Ford Volkswagen     | 2:58:57 2:59:14 3:05:49 | Carlos Sainz Giniel de Villiers Carlos Sousa          | Volkswagen Volkswagen            | 16:00:04 +3:11 +14:03    |
| 7     | Giniel de Villiers Stéphane Peterhansel Carlos Sainz  | Volkswagen Mitsubishi Volkswagen     | 4:00:46 4:03:32 4:05:36 | Giniel de Villiers Carlos Sainz Stéphane Peterhansel  | Volkswagen Mitsubishi            | 20:04:01 +1:39 +24:38    |
| 8     | Giniel de Villiers Stéphane Peterhansel Luc Alphand   | Volkswagen Mitsubishi Mitsubishi     | 7:31:52 7:38:27 7:41:03 | Giniel de Villiers Stéphane Peterhansel Luc Alphand   | Volkswagen Mitsubishi Mitsubishi | 27:35:53 +31:13 +43:04   |
| 9     | Jean-Louis Schlesser Luc Alphand Stéphane Peterhansel | Schlesser-Ford Mitsubishi Mitsubishi | 5:32:03 5:32:16 5:36:17 | Stéphane Peterhansel Luc Alphand Jean-Louis Schlesser | Mitsubishi Schlesser-Ford        | 33:43:23 +7:50 +1:25:32  |
| 10    | Nasser Al-Attiyah Hiroshi Masuoka Mark Miller         | BMW Mitsubishi Volkswagen            | 3:49:48 3:50:16 3:51:37 | Stéphane Peterhansel Luc Alphand Jean-Louis Schlesser | Mitsubishi Schlesser-Ford        | 37:35:19 +9:56 +1:30:50  |
| 11    | Sem corrida                                           | Sem corrida                          | Sem corrida             | Sem corrida                                           | Sem corrida                      | Sem corrida              |
| 12    | Carlos Sainz Carlos Sousa Luc Alphand                 | Volkswagen Mitsubishi                | 2:58:56 3:02:49 3:03:48 | Stéphane Peterhansel Luc Alphand Jean-Louis Schlesser | Mitsubishi Schlesser-Ford        | 40:42:34 +6:29 +1:34:02  |
| 13    | Carlos Sainz Stéphane Peterhansel Mark Miller         | Volkswagen Mitsubishi Volkswagen     | 2:30:22 2:30:48 2:32:40 | Stéphane Peterhansel Luc Alphand Jean-Louis Schlesser | Mitsubishi Schlesser-Ford        | 43:13:22 +11:15 +1:38:47 |
| 14    | Carlos Sainz Giniel de Villiers Carlos Sousa          | Volkswagen Volkswagen                | 2:21:02 2:21:09 2:21:47 | Stéphane Peterhansel Luc Alphand Jean-Louis Schlesser | Mitsubishi Schlesser-Ford        | 45:42:45 +7:16 +1:36:24  |
| 15    | Giniel de Villiers Carlos Sainz Robby Gordon          | Volkswagen Hummer                    | 0:07:42 0:07:44 0:08:08 | Stéphane Peterhansel Luc Alphand Jean-Louis Schlesser | Mitsubishi Schlesser-Ford        | 45:53:37 +7:26 +1:33:57  |

#### Caminhões
| Stage | Stage Top-3                                    | Make              | Time                    | Leaders Top-3                                  | Make            | Time                       |
| ----- | ---------------------------------------------- | ----------------- | ----------------------- | ---------------------------------------------- | --------------- | -------------------------- |
| 1     | Gerard de Rooy Hans Stacey Vladimir Chagin     | GINAF MAN Kamaz   | 1:40:00 1:40:20 1:40:46 | Gerard de Rooy Hans Stacey Vladimir Chagin     | GINAF MAN Kamaz | 1:40:00 +0:20 +0:46        |
| 2     | Sem corrida                                    | Sem corrida       | Sem corrida             | Sem corrida                                    | Sem corrida     | Sem corrida                |
| 3     | Vladimir Chagin Gerard de Rooy Hans Stacey     | Kamaz GINAF MAN   | 3:22:13 3:32:52 3:33:48 | Vladimir Chagin Gerard de Rooy Hans Stacey     | Kamaz GINAF MAN | 5:02:59 +9:53 +11:09       |
| 4     | Vladimir Chagin Hans Stacey Ilgizar Mardeev    | Kamaz MAN Kamaz   | 4:56:13 5:09:08 5:25:19 | Vladimir Chagin Hans Stacey Gerard de Rooy     | Kamaz MAN GINAF | 9:59:12 +24:04 +54:48      |
| 5     | Hans Stacey Gerard de Rooy Ilgizar Mardeev     | MAN GINAF Kamaz   | 3:41:59 3:45:50 3:53:45 | Hans Stacey Gerard de Rooy Ilgizar Mardeev     | MAN GINAF Kamaz | 14:05:15 +34:35 +1:30:27   |
| 6     | Hans Stacey Gerard de Rooy Ilgizar Mardeev     | MAN GINAF Kamaz   | 3:39:58 3:54:05 3:56:10 | Hans Stacey Gerard de Rooy Ilgizar Mardeev     | MAN GINAF Kamaz | 17:45:13 +48:42 +1:46:39   |
| 7     | Hans Stacey Philippe Jacquot Tomáš Tomeček     | MAN Tatra         | 4:51:44 5:18:36 5:19:41 | Hans Stacey Ilgizar Mardeev Wulfert van Ginkel | MAN Kamaz GINAF | 22:36:57 +2:16:28 +3:13:14 |
| 8     | Hans Stacey Ilgizar Mardeev Arjan Brouwer      | MAN Kamaz GINAF   | 8:58:49 9:38:57 9:41:37 | Hans Stacey Ilgizar Mardeev Wulfert van Ginkel | MAN Kamaz GINAF | 31:35:46 +2:56:36 +4:31:22 |
| 9     | Wulfert van Ginkel Hans Stacey Aleš Loprais    | GINAF MAN Tatra   | 6:47:47 7:00:15 7:01:07 | Hans Stacey Ilgizar Mardeev Wulfert van Ginkel | MAN Kamaz GINAF | 38:36:01 +3:07:11 +4:18:54 |
| 10    | Arjan Brouwer André de Azevedo Ilgizar Mardeev | GINAF Tatra Kamaz | 4:36:22 4:43:55 4:45:43 | Hans Stacey Ilgizar Mardeev Wulfert van Ginkel | MAN Kamaz GINAF | 43:38:51 +2:50:04 +4:18:48 |
| 11    | Sem corrida                                    | Sem corrida       | Sem corrida             | Sem corrida                                    | Sem corrida     | Sem corrida                |
| 12    | Hans Stacey Tomáš Tomeček Wulfert van Ginkel   | MAN Tatra GINAF   | 3:48:04 3:52:57 3:53:54 | Hans Stacey Ilgizar Mardeev Wulfert van Ginkel | MAN Kamaz GINAF | 47:26:55 +2:59:36 +4:24:38 |
| 13    | Aleš Loprais Hans Stacey Ilgizar Mardeev       | Tatra MAN Kamaz   | 3:17:43 3:21:08 3:24:22 | Hans Stacey Ilgizar Mardeev Wulfert van Ginkel | MAN Kamaz GINAF | 50:48:03 +3:02:50 +4:28:25 |
| 14    | Philippe Jacquot Aleš Loprais André de Azevedo | MAN Tatra Tatra   | 2:53:44 2:58:17 3:03:16 | Hans Stacey Ilgizar Mardeev Aleš Loprais       | MAN Kamaz Tatra | 53:52:15 +3:08:15 +4:45:49 |
| 15    | Arjan Brouwer Aleš Loprais Hans Bekx           | GINAF Tatra DAF   | 0:09:39 0:10:31 0:10:33 | Hans Stacey Ilgizar Mardeev Aleš Loprais       | MAN Kamaz Tatra | 54:03:05 +3:10:52 +4:45:30 |

## Classificação Final
Um total de 132 motos (52.8% dos concorrentes), 109 carros (58.3%), e 60 caminhões (68.2%) terminou a corrida.

### Motocicletas
| Pos | No  | Rider                   | Bike            | Entrant                      | Time     |
| --- | --- | ----------------------- | --------------- | ---------------------------- | -------- |
| 1   | 2   | Cyril Despres           | KTM 690 Rally   | Gauloises-KTM                | 51:36:53 |
| 2   | 8   | David Casteu            | KTM 690 Rally   | Gauloises-KTM                | 52:11:12 |
| 3   | 9   | Chris Blais             | KTM 660 Rally   | Red Bull KTM USA             | 52:28:59 |
| 4   | 6   | Pål Anders Ullevålseter | KTM 660 Rally   | Team Scandinavia             | 53:14:50 |
| 5   | 10  | Helder Rodrigues        | Yamaha 450 WRF  | Bianchiprata Compet Vodafone | 54:07:34 |
| 6   | 23  | Janis Vinters           | KTM 660 Rally   | JV Moto Team Riga            | 54:21:14 |
| 7   | 20  | Michel Marchini         | Yamaha 450 WRF  | 54:37:20                     |          |
| 8   | 85  | Thierry Bethys          | Honda 450 CRF X | Honda Europe                 | 55:03:26 |
| 9   | 103 | Jaroslav Katriňák       | KTM 660 Rally   | Mol Dakar Team               | 55:17:03 |
| 10  | 16  | Jacek Czachor           | KTM 660 Rally   | Orlen Team                   | 56:00:57 |

### Carros
| Pos | No  | Driver               | Co-Driver         | Car                       | Entrant                    | Time     |
| --- | --- | -------------------- | ----------------- | ------------------------- | -------------------------- | -------- |
| 1   | 302 | Stéphane Peterhansel | Jean-Paul Cottret | Mitsubishi Pajero         | Repsol Mitsubishi Ralliart | 45:53:37 |
| 2   | 300 | Luc Alphand          | Gilles Picard     | Mitsubishi Pajero         | Repsol Mitsubishi Ralliart | 46:01:03 |
| 3   | 310 | Jean-Louis Schlesser | Arnaud Debron     | Schlesser-Ford            | Schlesser-Ford Raid        | 47:27:34 |
| 4   | 305 | Mark Miller          | Ralph Pitchford   | Volkswagen Race Touareg 2 | Volkswagen Motorsport      | 48:03:53 |
| 5   | 306 | Hiroshi Masuoka      | Pascal Maimon     | Mitsubishi Pajero         | Repsol Mitsubishi Ralliart | 48:38:08 |
| 6   | 309 | Nasser Al-Attiyah    | Alain Guehennec   | BMW X3                    | X-Raid                     | 49:25:36 |
| 7   | 313 | Carlos Sousa         | Andreas Schulz    | Volkswagen Touareg 2      | Team Lagos                 | 51:04:31 |
| 8   | 320 | Robby Gordon         | Andy Grider       | Hummer H3                 | Team Gordon                | 52:57:44 |
| 9   | 303 | Carlos Sainz         | Michel Perin      | Volkswagen Race Touareg 2 | Volkswagen Motorsport      | 53:19:22 |
| 10  | 318 | Stephane Henrard     | Brigitte Becue    | Volkswagen Buggy          | Henrard Racing Team        | 54:22:06 |

### Caminhões
| Pos | No  | Driver             | Co-Drivers                           | Truck                | Time     |
| --- | --- | ------------------ | ------------------------------------ | -------------------- | -------- |
| 1   | 501 | Hans Stacey        | Charly Gotlib Bernard der Kinderen   | MAN TGA              | 54:03:05 |
| 2   | 527 | Ilgizar Mardeev    | Aydar Belyaev Eduard Nikolaev        | Kamaz 4911           | 57:13:57 |
| 3   | 512 | Aleš Loprais       | Petr Gilar                           | Tatra T815           | 58:48:35 |
| 4   | 513 | Wulfert van Ginkel | Willem Tijsterman Richard de Rooy    | GINAF X 2222         | 58:54:15 |
| 5   | 503 | André de Azevedo   | Maykel Justo Jaromír Martinec        | Tatra T815           | 59:19:02 |
| 6   | 508 | Philippe Jacquot   | Willy Alcaraz Toon van Genugten      | MAN                  | 60:03:32 |
| 7   | 505 | Sergey Reshetnikov | Andrey Mokeev Eduard Kupriyanov      | Kamaz 4911           | 61:50:47 |
| 8   | 530 | Arjan Brouwer      | Simon Koetsier Gerard van Veenendaal | GINAF X 2222         | 62:30:31 |
| 9   | 507 | Teruhito Sugawara  | Seiichi Suzuki Akira Koishizawa      | Hino Ranger - Pro FT | 65:05:47 |
| 10  | 516 | Franz Echter       | Detlef Ruf Edwin van Dooren          | MAN TGA              | 65:13:08 |

## Incidentes
A edição de 2007 foi marcado pela morte de dois concorrentes, ambos na divisão de motocicletas. O primeiro foi o Sul-Africano motociclista Elmer Symons, que estava competindo no rali pela primeira vez, no quarto estágio, entre Er Rachidia e Ouarzazate. Ele foi o 47ª concorrente a morrer ao participar no Dakar. A segunda morte ocorreu no dia 14, penúltima etapa, o motociclista francês  Eric Aubijoux foi encontrado morto, a 15 quilômetros (9,3 mi) a da linha de chegada em Dakar. Relatórios iniciais indicaram que ele havia sofrido um ataque cardíaco, mais tarde investigações indicavam que ele tinha se envolvido anteriormente em um acidente com outro veículo.